# Ел Сентинела, Ла Супрема (Тала)
Ел Сентинела, Ла Супрема (шп. El Centinela, La Suprema) насеље је у Мексику у савезној држави Халиско у општини Тала. Насеље се налази на надморској висини од 1470 м.

## Становништво
Према подацима из 2005. године у насељу је живело 6 становника.

### Хронологија
| Година       | 2000       | 2005 |
| ------------ | ---------- | ---- |
| Становништво | 16 (7 / 9) | 6    |

### Попис
| # | Индикатор                        | Вредност |
| - | -------------------------------- | -------- |
| 1 | Укупно појединачних домаћинстава | 1        |